# チェリー☆パイ
チェリー☆パイとはホリプロに所属していた女性お笑いコンビ。2009年解散。コンビ名の名付け親はピン芸人のORIEである。

## メンバー
- かっすん（1986年4月4日（38歳） - ）
  - 大阪府出身。
  - ボケ担当。
  - 本名は五百旗頭 香澄（いおきべ　かすみ）。以前は本名を「花原 かすみ」としていた。
  - T163、B81（Bカップ）、W62、H88。
  - 趣味：牛丼屋のタレを必要以上に持ち帰ること[2]
  - 特技：ダンス[2]
- みほ（1981年3月20日（43歳） - ）
  - 宮城県仙台市出身。
  - ツッコミ担当。
  - 本名は大湯美穂。
  - T163、B82（Aカップ）、W61、H85。
  - 趣味：アルバイトのシフトをうまく組むこと[2]
  - 特技：トランペット[2]、手話[2]、目力を込めること、自動販売機の下の小銭を素早く拾うこと、おっぱいを寄せて大きく見せること。
  - 水着を殆ど洗っていないことをかっすんに暴露されたことがある。

## 略歴
- 2007年4月8日、この日行われたホリプロライブの手伝いに来ていたかっすんと、既にピン芸人として活動していたみほが出会い、マネージャーに「一回組んでライブに出てみなよ」と言われ結成。ある先輩のコンビが急遽出られなくなり出演枠が一枠空いた穴埋めのような形で、翌4月9日にコンビでライブ初出演[3]。それまで仕事があまり無かったのが、結成以後は仕事の量が増え、オーディションに呼ばれる回数も増えたという。
- お笑いコンビを組む前は、かっすんはレースクイーンとして、みほはアイドルとして活動していた。なお、かっすんは大阪で活動していた頃に3回、お笑いコンビの解散を経験している[4]。
- 『草野☆キッド』（テレビ朝日）にゲスト出演した際、エロカワ芸人と紹介される[5]。
- 2007年10月19日に『チェリー☆パイ』として、ホリプロお笑いジェンヌライブに初出演[6]。
- 2009年12月23日、コンビ解散を公式ブログで発表。解散後、かっすんは一身上の都合により芸能界を引退し、みほは1人で芸能活動を続けていた[7] が、2010年3月から2015年3月までお笑いコンビ『アップルパイン』のメンバーとして活動。その後は一人でタレントとして「ぬか漬けタレント」「ぬか漬けマイスター」としての活動を主に続けている。
  - 解散の理由について、かっすんは当初「家庭の事情」「一身上の都合」としていたが、その後「最初から2年間と決めて勝負して引退すると決めていた。もういらないと言われる前に自分から辞めたいと思っていたので、全力で毎日を生き抜いていた」と明かしている[8]。

## 芸風
- 自分達を「水着芸人」と称し、ネタの時はかっすんは赤、みほは黒のビキニ姿になりショートコントを行う[9]。水着姿でネタを行うアイディアはかっすんが提案したもので、みほは当初「お笑いをなめてるのか」と思い、この提案を拒否したが、最終的にはみほが承諾して水着芸人コンビが実現した[10]。
- かっすんが振りネタ→みほがボケネタ、という流れが多く、みほが客席の方をにらみ付けるように、目に力を入れることが多い。他、コントネタには「パイパイポリス」などがあった。
- 「いっぱい、おっぱい、チェリー☆パイ」や、「○○○（ライブ名や場所名）に乱入～! ○○○に突入～!」などの決め台詞があった。

## 出演
- コンビでの出演を記載。単独での出演はそれぞれの項目の単独での出演を参照。

### テレビ
- ラジかるッ（日本テレビ、2007年 - 2008年3月）レギュラー出演[注釈 1]。
- 草野☆キッド（テレビ朝日、2007年9月4日）
- あらびき団（TBSテレビ、2007年10月17日）
- ジャンプ!○○中（フジテレビ、2007年10月17日）
- ガダルカナル・タカのでるネット編集部（BS-i他、地上波12局ネット）
  - 「チェリー☆パイの旅打ち」のコーナーにレギュラー出演
- 神さまぁ〜ず（TBSテレビ）不定期出演
- お笑いDynamite!（TBSテレビ、2007年12月28日）キャッチコピーは「セクシーお笑いコンビ」
- エンタの味方!（TBSテレビ、2008年1月25日）
- 香取慎吾の特上!天声慎吾（日本テレビ、2008年）
- 快感MAP（テレビ朝日、2008年3月25日）
- もしもII （フジテレビ、2008年3月）
- 『ぷっ』すま（テレビ朝日系、2008年6月10日）- リアル神経衰弱! ボケとツッコミ当てまショー!-コーナーに出演
- サスケマニア（TBSテレビ）

2008年4月27日、5月4日、11日、18日、25日は『2008マッスルクイーン決定戦』で出演
2008年6月8日、6月15日、6月22日は『東京23区早回りレース』の企画に出演
- 笑たいむ2008 （NHK-BS2）  レギュラー出演
- リアル・クローズ（関西テレビ・フジテレビ系、2008年9月16日）
- オニ発注（テレビ東京、2008年9月17日）ゲスト - カワイイ顔して口ゲンカが超強い女三人衆を探せ -コーナーに出演
- ジャイケルマクソン（毎日放送、2008年11月19日・11月26日）ゲスト - ジャイケル国勢調査～芸人編でホリプロ所属タレント代表として番組に出演。
- キャラ☆キング（テレビ朝日制作、テレ朝チャンネル・独立UHF局各局他） - 『セクシー将棋』、『セクシー社交ダンス』のそれぞれのコントで、いずれもJJポリマー成田優介と共演。
- 芸能人格付けチェック 2009お正月特大スペシャル（朝日放送制作・テレビ朝日系列、2009年1月1日）
- 世直しバラエティー カンゴロンゴ（NHK、2009年2月15日）
- 都立高校入試解答速報（TOKYO MX、2009年2月23日 19:00 - 21:00）
- 『ぷっ』すま - ビビリ王人気芸人SP（テレビ朝日、2009年10月6日）

### ドラマ
- 金曜プレステージ「岡部警部シリーズ4 シーラカンス殺人事件」（2009年11月27日）

### ラジオ
- 大竹まこと ゴールデンラジオ!（文化放送） - 金曜日リポーター（2009年4月～2009年12月25日）- 着替えをトイレでやっており、かっすんは大便器に水着を落としてしまったことがある（代わりが無いのでそのまま着用）。チェリー☆パイとしての最後の仕事もこれだった。

### インターネット
- MIDTOWN TV火曜 えみりの美女☆ラボ（GyaO、2008年）

## DVD
- PURE☆SMILE チェリー☆パイ パイパイパイパイチェリー☆パイ（ポニーキャニオン） -　2008年5月1日発売